# 普賴西斯布蘭奇 (密蘇里州)
普賴西斯布蘭奇（英語：Prices Branch）是位於美國密蘇里州蒙哥馬利縣的非建制地區。

## 歷史
普賴西斯布蘭奇的郵局於1855年設立，其後於1908年停運。

## 地理
普賴西斯布蘭奇所處的海拔為高於海平面206米（即676英呎），而該地所採用的時區為UTC-6，即北美中部時區（CST）。同時該地設有夏令時間，為UTC-6調快一小時，即UTC-5（CDT）。